# Stefan Enberg
Stefan von Schantz (tidigare Enberg),  född 1972, är en svensk låtskrivare och sångtextförfattare som bland annat skrivit många hits till artisten Markoolio. Bland dessa finns "Mera mål", "Vi drar till fjällen", "In med bollen", "Rocka på!" ”Jag orkar inte mer” och "Vi ska vinna!". Stefan von Schantz är en av grundarna till musikbolaget X5 Music, vars omsättning uppgick till drygt 126 miljoner kronor 2015, med en vinst på 7 miljoner kronor. X5 Music köptes upp av skivbolaget Warner Music 2016.